# The Limits of Control
The Limits of Control è un film del 2009 diretto da Jim Jarmusch.
Tra le influenze stilistiche del film, di ispirazione noir, si possono citare Senza un attimo di tregua di John Boorman, Frank Costello faccia d'angelo di Jean-Pierre Melville e la cinematografia di Jacques Rivette.

## Trama
Un killer originario del Camerun segue una serie di indizi improbabili per effettuare una misteriosa missione criminale. Durante il cammino, incontra una serie di mandanti di diverse nazionalità che gli indicano la prossima mossa da intraprendere e gli espongono il proprio punto di vista sulla realtà.
Il killer viene inviato dalla Francia a Madrid, poi a Siviglia, in Almería, e infine nel deserto di Tabernas, dove raggiunge il suo bersaglio.

## Colonna sonora
Per scrivere la colonna sonora del film, Jim Jarmusch si è affidato principalmente al gruppo rock giapponese Boris.

### Tracce
1. Intro (Bad Rabbit) – 0:13
2. Fuzzy Reactor (Boris) – 3:42
3. Saeta (La Macarena) – 2:17
4. Sea Green Sea (Bad Rabbit) – 4:11
5. Feedbacker (Boris) – 3:32
6. Por Compasión: Malagueñas (Manuel el Sevillano) – 2:03
7. Farewell (Boris) – 7:29
8. N.L.T. (Boris) – 3:46
9. El Que Se Tenga Por Grande (Carmen Linares) – 3:21
10. Dawn (Bad Rabbit) – 1:41
11. You on the Run (The Black Angels) – 4:50
12. Omens and Portents 1: The Driver (Earth e Bill Frisell)– 2:44
13. El Que Se Tenga Por Grande (Talegón de Córdoba & Jorge Rodríguez Padilla) – 3:54
14. Blood Swamp (Boris) – 4:33
15. Schubert, Adagio from his String Quintet in C, D.956 (Ensemble Villa Musica) – 5:16
16. Daft Punk Is Playing at My House (LCD Soundsystem) – 5:15
17. Untitled (Boris) – 1:04